# Arsen Dzhulfalakian
Arsen Dzhulfalakian, también escrito como Arsen Julfalakyan –en armenio, Արսեն Ջուլֆալակյան– (Leninakan, 8 de mayo de 1987), es un deportista armenio que compite en lucha grecorromana. Es hijo del también luchador Levon Dzhulfalakian.
Participó en tres Juegos Olímpicos de Verano, entre los años 2008 y 2016, obteniendo la medalla de plata en Londres 2012, en la categoría de 74 kg.
Ha ganado cuatro medallas en el Campeonato Mundial de Lucha entre los años 2010 y 2014, y cuatro medallas en el Campeonato Europeo de Lucha entre los años 2009 y 2019.

## Palmarés internacional
| Juegos Olímpicos   | Juegos Olímpicos      | Juegos Olímpicos  | Juegos Olímpicos |
| Año                | Lugar                 | Medalla           | Categoría        |
| ------------------ | --------------------- | ----------------- | ---------------- |
| 2012               | Londres (Reino Unido) | Medalla de plata  | 74 kg            |
| Campeonato Mundial |                       |                   |                  |
| Año                | Lugar                 | Medalla           | Categoría        |
| 2010               | Moscú (Rusia)         | Medalla de plata  | 74 kg            |
| 2011               | Estambul (Turquía)    | Medalla de bronce | 74 kg            |
| 2013               | Budapest (Hungría)    | Medalla de bronce | 74 kg            |
| 2014               | Taskent (Uzbekistán)  | Medalla de oro    | 75 kg            |
| Campeonato Europeo |                       |                   |                  |
| Año                | Lugar                 | Medalla           | Categoría        |
| 2009               | Vilna (Lituania)      | Medalla de oro    | 74 kg            |
| 2012               | Belgrado (Serbia)     | Medalla de bronce | 74 kg            |
| 2014               | Vantaa (Finlandia)    | Medalla de plata  | 75 kg            |
| 2019               | Bucarest (Rumania)    | Medalla de bronce | 77 kg            |